# Neive
Neive là một đô thị tại tỉnh Cuneo trong vùng Piedmont của Italia, vị trí cách khoảng 50 km về phía đông nam của Torino và khoảng 60 km về phía đông bắc của Cuneo. Tại thời điểm ngày 31 tháng 12 năm 2004, đô thị này có dân số 3.042 người và diện tích 21,2 km².
Neive giáp các đô thị: Barbaresco, Castagnito, Castagnole delle Lanze, Coazzolo, Magliano Alfieri, Mango, Neviglie và Treiso.